# エアロスクラフト
エアロスクラフト（英語: Aeroscraft）は、アメリカのワールドワイド・エアロス社 (en) が開発中の400トン級ハイブリッド飛行船 (en:Hybrid airship) である。2008年現在のプロトタイプはML866であり、フルスケールの旅客モデルの完成は2010年を目処にしており、販売価格は4,000万ドル（約46億円）となる見通しである。

## 構造

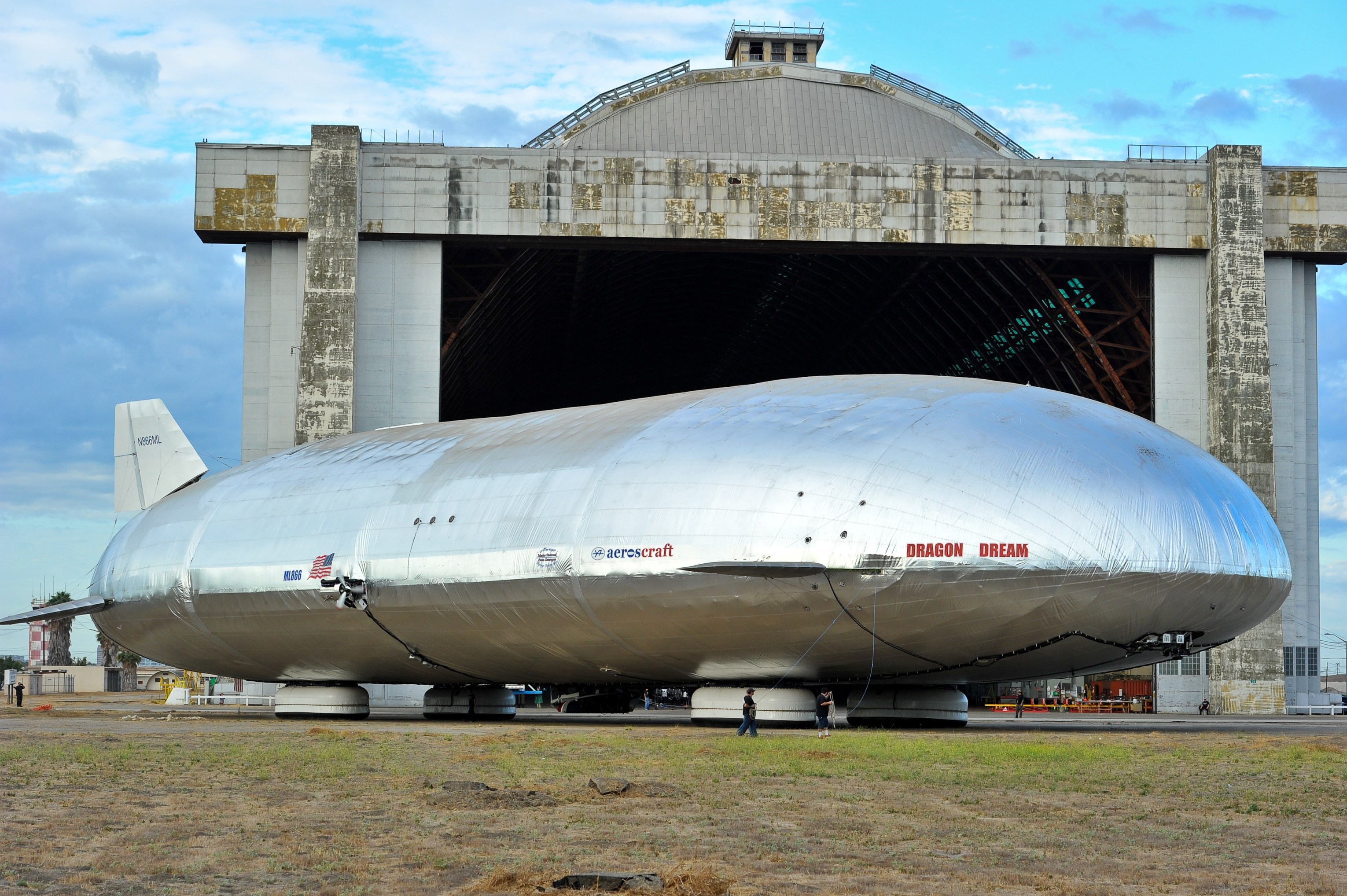
ML866のハーフスケール試作機のドラゴンドリーム

全長64 m (210 ft)、全幅36 m (118 ft)、全高17 m (56 ft)、内部スペース500m2（5,382ft2）で数軒分の家屋が入るラウンジスペースを備える。最高速度は120ノット（224km/h）。
2013年には推力偏向、ライト・バイ・ワイヤ、高度維持装置の技術実証機としてML866のハーフスケール試作機『ドラゴンドリーム (en) 』の飛行に成功した。

## 用途
ワールドワイド・エアロス社公式サイトによれば旅客および軍用貨物機用途で構想されている。

### 旅客用途
内部空間を大きく持てるというML866の特徴を生かし、富裕層や企業向けのプライベート・ジェット機の代替用途、ビジネスセンターとしての利用などを視野に入れて実用化を進めている。

### 貨物用途
貨物運搬用途での分野の技術応用に関しては、国防高等研究計画局が計画し後に中止されたWalrus HULAを引き継ぐ目的で開発費用援助を行うことを決定、ドラゴンドリームの製作費用の一部を提供している。